# 格里姆斯比
格里姆斯比（英語：Grimsby），位于英国英格兰林肯郡亨伯河口的港口，是作为單一管理區的东北林肯郡1996年成立后的行政中心。
格里姆斯比拥有格林斯比镇足球俱乐部，现参加英格蘭足球全國聯賽。

## 友好城市
- 特罗姆瑟
- 不来梅哈芬
- 班竹
- 迪耶普
- 阿克雷里